# Bhavania australis
Bhavania australis е вид лъчеперка от семейство Balitoridae. Видът не е застрашен от изчезване.

## Разпространение
Разпространен е в Индия (Карнатака, Керала и Тамил Наду).

## Описание
На дължина достигат до 9 cm.